# Système éducatif au Québec
Le système éducatif au Québec comporte principalement quatre niveaux d'enseignement : l'enseignement préscolaire et primaire, secondaire, collégial et universitaire. À ces niveaux se rattachent la formation professionnelle, la formation générale des adultes et la formation continue.
L'éducation étant une compétence provinciale au Canada, le système d'éducation au Québec est administré par le gouvernement du Québec par le biais du ministère de l'Éducation et du ministère de l'Enseignement supérieur. Ces derniers assurent le pilotage d'un système éducatif qui se distingue à plusieurs niveaux de ceux des autres provinces et territoires du Canada. 
Durant l'année scolaire 2010-2011, 1 816 858 étudiants fréquentaient, à temps plein ou partiel, ce système d'éducation. De ce nombre, environ 31 % fréquentaient le niveau préscolaire/primaire, 25 % le niveau secondaire, 17 % la formation générale des adultes, 12 % le niveau collégial et 16 % le niveau universitaire.
La fréquentation scolaire est obligatoire de l'âge de 6 ans (âge du 30 septembre à la 1re année du primaire) jusqu'à l'âge de 16 ans (âge normalement atteint par les élèves lors de leur 4e ou 5e année du secondaire selon leur date de naissance) ou l'obtention d'un diplôme d'études secondaires (DES). Le premier niveau est l'enseignement primaire d'une durée de 6 ans. Le deuxième niveau est l'enseignement secondaire d'une durée de 5 ans. Ces deux niveaux sont gérés par les 61 centres de services scolaires (60 francophones et 1 de statut particulier) et les 11 commissions scolaires (9 anglophones et 2 de statut particulier). Elles sont chargées des écoles préscolaires et primaires, secondaires, des centres de formation générale des adultes et des centres de formation professionnelle.
Le troisième niveau correspond à l'enseignement collégial. Il y a 119 établissements qui offrent l'enseignement collégial dont, 48 collèges d'enseignement général et professionnel (cégep) et 11 collèges gouvernementaux. Les programmes y sont d'une durée normale de deux ans (préuniversitaire) ou trois ans (technique). Le quatrième niveau d'enseignement correspond au niveau universitaire. Le Québec possède 19 universités, dont 16 de statut linguistique français et trois de statut linguistique anglais. De ce nombre, 10 universités sont publiques et rattachées au réseau de l'Université du Québec.

## Histoire

### L'éducation comme responsabilité d’ordre privé (1608-1800)
Comme toute colonie en période d’équipement, les institutions de la Nouvelle-France sont à l’image de celles de sa métropole. L’éducation, à l’instar des services sociaux et de la santé, est d’abord une « responsabilité morale » qui incombe au clergé et c’est l’évêque qui en dirige les destinées. C’est pourquoi on ne peut parler « d’administration scolaire » au sens moderne du terme, pas plus qu’il ne faut chercher quelques structures locales ou régionales. En un mot, le système scolaire sous le Régime français est entièrement privé.
L’État reconnait cette « responsabilité morale » confiée au clergé en lui accordant un financement qui, toute proportion gardée, correspond aux besoins de la société de l’époque en matière de santé et d’éducation. Cette contribution de l’État comporte trois sources principales. La première consiste en une subvention annuelle qui, en 1744, constituait 11,5 % du budget total de la colonie. Il faut dire toutefois que cette subvention annuelle - à l’instar du budget de la colonie elle-même - n’était pas toujours versée de manière régulière. La deuxième source de financement provient des revenus des seigneuries qui ont été données au clergé par le roi. S’il est difficile d’en évaluer le montant, il demeure qu’au début du XVIIIe siècle, « près de la moitié des censitaires canadiens relèvent de seigneurs ecclésiastiques ». Enfin, on retrouve les dimes dont les taux sont fixés par l’État qui veille, par ses tribunaux, à assurer sa perception. De plus, on ne saurait négliger les revenus générés également par les fondations établies par la fortune privée, surtout en ce qui a trait à la période qui précède l’établissement du gouvernement royal (1660).
À la différence de ce que l’on observera sous le Régime anglais, on n’assistera pas à l’éternel conflit entre l’Église et l’État  pour le contrôle de l’éducation. À cette époque, selon le mot de l’historien Guy Frégault, bureaucrates et ecclésiastiques « regardent la Cour non pas comme l’adversaire à qui il faut tenir tête, mais comme l’arbitre auquel il est sage de porter sa cause ». Il ne faut pas perdre de vue que la population est peu importante et que les trois principales agglomérations du temps (Québec, Montréal et Trois-Rivières) ne regroupent que le quart de la population qui, en 1663, s’élevait à environ 3 500 personnes.

### Après la conquête
En 1760, au lendemain de la Conquête, la Nouvelle-France ne compte que 65 000 personnes. Elle est pratiquement en ruine, coupée de tout contact financier et matériel avec le royaume de France en plus d'une interdiction de faire venir du personnel enseignant, d'importer des livres scolaires comme tout autre matériel comme pour les tissus spéciaux pour voiles ou les vêtements que portaient les religieuses qui devaient faire preuve d'imagination afin de confectionner leur uniformes avec d'autres tissus non appropriés. Selon l'historien Robin S. Harris, les étudiants anglophones n’eurent aucune difficulté à se procurer des livres dans leur langue venant de l’Angleterre ou des colonies anglaises du sud. Quant aux francophones, les importations des livres en français furent interdits entre 1760 et jusqu'à environ 1850. Du matériel scolaire fut probablement apporté de France en de rares occasions et de façon pas très légale.  En 1836, Jean Holmes fut autorisé à faire un voyage en Europe en passant par l’Angleterre et put ramener des livres et autres instruments afin d'aider quelque peu les institutions d'éducation. D'autre articles furent quelquefois amenés en contrebande et saisis à l'occasion.

### Les premières législations scolaires (1801-1840)
Jusqu’en 1801, l’enseignement est laissé entièrement à l’initiative privée. En 1789, un comité d’enquête avait proposé la création par l’État d’un réseau d’écoles primaires et secondaires anglaises que couronnerait la fondation d’une université non confessionnelle et d’où, par conséquent, l’enseignement de la théologie serait exclu. Le but était d'angliciser les francophones et qu'il deviennent progressivement de bons protestants. Ce projet est repoussé par les milieux catholiques et les canadiens-français qui s’opposent à la création d’une université anglaise non confessionnelle. Les populations locales n'avaient pas d'autorité sous le système de l’Institution royale, car la permission pour l’établissement d'une école relevait du gouverneur. Puis, la loi des écoles de fabrique a ouvert la porte à l’intervention des communautés locales dans le domaine scolaire. La fonction de la fabrique demeurait l’administration des biens de la paroisse; cette institution était administrée par un conseil comprenant le curé et des laïques, nommés marguilliers, choisis de façon différente d’une paroisse à l’autre. La loi des écoles de syndics de 1829 crée un nouveau système public d’écoles élémentaires financées à la fois par les parents des élèves, par les communautés locales et par le gouvernement colonial. Le gouvernement maintient par ailleurs les anciens réseaux de l’Institution royale et des écoles de fabrique. Les communautés locales sont désormais impliquées dans le fonctionnement d’un réseau scolaire. En 1845 et 1846 deux lois créent ce qui s'appelle désormais les commissions scolaires et crée la possibilité d'avoir des écoles catholiques ou protestantes selon la population.
En cette fin du XVIIIe siècle, une série de facteurs politiques et idéologiques allaient précipiter l’intervention de l’État en matière d’enseignement primaire. D’une part, l’éducation en Europe avait toujours été le lot d’une élite, ce qui explique en contrepartie l’indifférence relative de l’État à ce propos. Les immigrants anglo-saxons, influencés par les idéologies égalitaires du Nouveau Monde, manifestent au contraire une « volonté commune (...) de créer ici une société d’avant-garde qui amenuiserait les distinctions de classes et qui mettrait l’enseignement à la disposition de tous ».
D’autre part, avec les transformations économiques qui se manifestent au tournant du XIXe siècle, la bourgeoisie anglaise commence à apercevoir « dans l’ignorance du peuple, une entrave au progrès économique ». Enfin, l’introduction du système parlementaire en 1791 et l’affirmation croissante de l’idéologie libérale font apparaître l’ignorance généralisée comme un obstacle majeur à l’exercice démocratique et à la formation du citoyen. C’est pourquoi, « pour répondre principalement aux demandes d’une population anglaise croissante qui n’avait pas besoin d’être convertie à la cause de l’enseignement primaire», le pouvoir exécutif décide d’intervenir en matière d’éducation primaire en promulguant, en 1801, la loi de l’Institution royale pour l'avancement des sciences. Au Royaume-Uni, l’éducation était traditionnellement prise en charge par l’Église et réservée à l’élite; en 1870 une loi instituant la scolarité primaire obligatoire fut adoptée. En 1938, seulement 13 % des enfants de classe ouvrière étaient à l'école à 13 ans. En 1944, le Système tripartite éducatif au Royaume-Uni rendit l’école secondaire, Grammar school, obligatoire jusqu'à 15 ans.

### Structures scolaires (1876-1959)
Entre 1876 et 1959, la durée des études et le contenu des programmes ont connu des modifications importantes. Toutefois, les structures scolaires, dans leurs traits essentiels, sont arrêtées pour un siècle. Les divisions du système scolaire sur une base confessionnelle et en un secteur privé et un secteur public demeurent. De même, l’enseignement primaire continue de relever essentiellement du secteur public et l’enseignement secondaire se partage toujours, chez les catholiques, en un secteur privé et un secteur public partage qui conduit, pour l’un, aux études universitaires et, pour l’autre, au marché du travail. La révision des programmes d’études en 1929 et en 1937-1939 permet à quelques centaines d’élèves du secteur public – qui habitent surtout en milieu urbain et qui n’auraient pas eu autrement les moyens financiers pour étudier au Collège classique – de poursuivre jusqu’à l’université et « d’accéder aux carrières du commerce, du génie et des sciences ». Toutefois, dans l’échelle de prestige du moment, ces carrières arrivaient loin derrière les professions libérales traditionnelles auxquelles on ne pouvait accéder sans passer par la voie royale des collèges classiques.

### Ministère du Bien-être social et de la Jeunesse
Le ministère du Bien-être social et de la Jeunesse est créé en 1946 ayant pour mission de veiller à l'application des lois pour l'aide à la jeunesse et la préparation de leur avenir. Le fonds d'éducation reçoit 20 millions de dollars et est également alimenté par les redevances sur les richesses naturelles. Hydro-Québec est mis à contribution : environ la moitié des profits contribuera au financement de ce ministère. Une caisse de l'éducation est créée pour financer la construction de nouvelles écoles et l'administration du nouveau ministère. En 1950, en plus du réseau d’écoles publiques qui relèvent du Département de l’instruction publique, on retrouve neuf ministères qui entretiennent un réseau d’écoles parallèle en rapport avec leurs activités principales. Ce manque de coordination au niveau des structures se reproduit au niveau des programmes de formation secondaire du secteur public qui, chez les francophones, se terminent la plupart du temps par un cul-de-sac. En effet, au début des années soixante, quoique 95 % des effectifs de niveau primaire et 70 % du niveau secondaire relèvent du secteur public, l’enseignement supérieur apparaît toujours comme une chasse-gardée du secteur privé, puisqu’il « est encore presque le seul à offrir l’enseignement secondaire du second cycle » qui donne accès à l’université. Quant à la formation professionnelle, elle relève surtout du secteur public même si la présence du secteur privé est non négligeable. Ainsi, en 1959, « on recense 119 écoles professionnelles privées accueillant 18 000 élèves et 127 “écoles d’affaires” ou collèges commerciaux fréquentés par 16 000 élèves ». À cela, il faut ajouter une cinquantaine d’instituts familiaux que dirigent des communautés religieuses de même que les écoles de soins infirmiers puisque les hôpitaux auxquels elles sont rattachées sont privés.
Enfin, c’est le secteur privé qui assure la quasi-totalité de la formation des maîtres grâce à un réseau de 114 écoles normales qui appartiennent à des communautés religieuses.
Entre 1954 et 1960, les effectifs scolaires des 13-16 ans ont doublé, passant de 130 000 à 262 000 élèves. Avec une telle pression démographique, on comprendra que le système d’éducation québécois, à la fin des années cinquante, apparaisse à la conscience sociale comme « un système fragmenté, sous-financé, sous-développé, dépourvu de coordination, peu démocratique, élitiste et sexiste ».

### Fondation du ministère de l'Éducation
Le ministère de l'Éducation du Québec est créé en 1964 et est responsable de l'ensemble des services éducatifs dispensés sur le territoire québécois. Au fil du temps et selon les différents gouvernements, un ministère de l'Enseignement supérieur est parfois institué et est chargé des niveaux d'enseignement collégial et universitaire. Dans les moments où ce ministère est aboli, ces deux compétences sont prises en charge par le ministère de l'Éducation.

### Rapport Parent
Au début des années 1960, une commission royale d'enquête est chargée de faire état de la situation de l'éducation au Québec. Son rapport, le rapport Parent, publié en 1963-1964 en 3 tomes, répartis sur 5 volumes , suggérait diverses réformes du système d'éducation québécois en proposant notamment :
- la création du ministère de l'Éducation du Québec ;
- la scolarisation obligatoire jusqu'à l'âge de 16 ans ;
- la création des collèges d'enseignement général et professionnel (cégep) en remplacement des collèges de l'époque dirigés par des religieux ;
- la formation poussée des enseignants ;
- l'accès facilité aux universités en dehors de toute appartenance sociale.

### Déconfessionnalisation des écoles (2000)
Le 14 juin 2000, l'Assemblée nationale adopte la loi 118 abrogeant le statut confessionnel des écoles publiques, primaires et secondaires, du Québec. Cette loi a été rendue possible grâce à une modification de l'article 93 de la Constitution canadienne, effectuée en 1998, qui permet la création de commissions scolaires linguistiques. François Legault, ministre de l'Éducation estime « qu'on doit tendre, au Québec, vers moins de religions. »
Même si elle reconnait la « déconfessionnalisation » des écoles, la loi 118 permet également de conserver un enseignement religieux, limité aux confessions catholique et protestante.
En 2020, d'anciens élèves d'une école religieuse privée de Boisbriand poursuivent le gouvernement du Québec qu’ils accusent de ne pas leur avoir assuré une éducation adéquate. Ils n'avaient au cours de leur scolarité reçu pratiquement aucune instruction laïque, n’ont jamais suivi un seul cours d’histoire, de géographie, de sciences ou d’arts, et ont achevé leurs études sans savoir parler le français et à peine l’anglais.

### Abolition des commissions scolaires
Le gouvernement du Québec dépose, le 1er octobre 2019, un projet de loi visant à remplacer les commissions scolaires par des « centres de services scolaires » et à abolir les élections scolaires à l'automne 2019, avant les élections prévues en 2020.

## Enseignement préscolaire, primaire et secondaire

### Enseignement préscolaire
L'éducation préscolaire comprend la maternelle 4 ans et la maternelle 5 ans. La maternelle 4 ans est déployée progressivement depuis 2019 prioritairement en milieu défavorisé. Les élèves peuvent fréquenter la maternelle 4 ans à temps partiel ou temps complet et elle n'est pas obligatoire.  Les écoles proposent toutes des classes de maternelle 5 ans pour répondre à l'obligation de fréquentation scolaire de tout enfant résident du Québec à compter du début de l’année scolaire de ses 6 ans.  

### Enseignement primaire
L'éducation primaire s'adresse aux enfants âgés de 6 ans à 11 ans (âge au 30 septembre) (ou jusqu'à 12 ans en cas de redoublement). L'éducation primaire est composée de trois cycles de deux années, pour une durée de six ans. Les élèves ont deux ans pour réussir les apprentissages du cycle. À la deuxième année de chacun des cycles, un bilan des apprentissages est réalisé par l'enseignant pour situer les acquis des élèves par rapport aux exigences du ministère de l'Éducation. Ce dernier impose aux élèves de sixième année un examen de passage du primaire au secondaire. Bien que l'examen de la sixième année soit très important, plusieurs écoles secondaires utilisent les résultats cumulés de toutes les années précédentes pour classer l'étudiant.
Les élèves qui ne répondent pas aux exigences de fin d'année primaire ou qui sont souvent absents, peuvent devoir redoubler leur année. Avant, il n'y avait pas de cours d'anglais au 1er cycle, mais depuis août 2006, il y a un cours d'anglais à chaque cycle. Le programme du primaire comprend 5 domaines d’apprentissage. Chacun de ces domaines regroupe quelques disciplines :
1) Le domaine des langues (aux écoles primaires francophones) : Français, langue d’enseignement ; Anglais, langue seconde ; Français, accueil (pour les élèves immigrés récemment au pays ou n'ayant jamais parlé la langue). Le domaine des langues (aux écoles primaires anglophones) : Anglais, langue d’enseignement ; Français, langue seconde ;
2) Le domaine des mathématiques, de la science et de la technologie : Mathématiques ; Science et technologie.
3) Le domaine de l’univers social : Géographie et histoire ; Éducation à la citoyenneté.
4) Le domaine des arts : Arts plastiques ; Musique (facultatif) ; Art dramatique (facultatif) ; Danse (facultatif).
5) Le domaine du développement personnel : Éducation physique et à la santé ; Éthique et culture religieuse.

### Enseignement secondaire
Les études secondaires québécoises sont divisées en cinq niveaux (1ère à 5e secondaire) d'une durée d'un an chacun. On y distingue également deux cycles. Les 1re et 2e secondaires font partie du premier cycle, alors que les 3e, 4e et 5e secondaires font partie du deuxième cycle du secondaire. Lors de la réussite de leur 5e secondaire, les élèves reçoivent un diplôme d'études secondaires (DES).
Les élèves au secondaire ont de 12 ans à 17 ans ou à 18 ans (âge du 30 septembre) en cas de redoublement.[réf. nécessaire] Les élèves qui ne répondent pas aux exigences de fin d'année d'études secondaires peuvent devoir redoubler leur année en entier ou une ou quelques matières seulement. [réf. nécessaire]
Certains élèves souhaitant se rendre plus rapidement sur le marché du travail peuvent, dès l'âge de 16 ans, ne pas terminer leurs études secondaires et entreprendre des études professionnelles. Celles-ci, d'une durée d'environ deux ans, visent l'acquisition de compétences liées à un métier et permettent l'obtention d'un diplôme d'études professionnelles (DEP). Cependant, le DEP permet l'accès à des études collégiales dans un domaine de profession connexe, moyennant certains crédits du secondaire régulier du secteur des jeunes ou des adultes.
Pour les adultes (16 ans et plus) qui désirent retourner aux études, ils peuvent obtenir leur diplôme d'études secondaires dans un centre de formation générale des adultes (CFGA). Pour ceux qui ne désirent pas se déplacer, la Société de formation à distance des commissions scolaires du Québec offre la formation à distance depuis 1995. Cependant, ce sont les centres de services scolaires et les commissions scolaires du Québec qui prennent les inscriptions et s'occupent de tout ce qui concerne les apprentissages. Il y en a au moins une dans chaque région du Québec.
Depuis septembre 2005, le Programme de formation de l'école québécoise (nommé communément « la réforme ») est implanté graduellement au secondaire. Dans le reste du Canada, il y a six années de classe d'enseignement secondaire.

#### Parcours dits axés sur l'emploi
Des parcours de formation dits axés sur l'emploi sont également offerts dans plusieurs écoles secondaires et visent les élèves éprouvant des difficultés d'apprentissage. La pédagogie est adaptée à leur condition et la scolarité peut être dispensée dans des contextes différents que dans les classes de formation régulière et permettraient un meilleur apprentissage. Ces parcours se subdivisent en deux formations : la formation préparatoire au travail (FPT) et la formation menant à l'exercice d'un métier semi-spécialisé (FMS). Toutes deux sont accessibles aux étudiants qui ont l'âge de 15 ans au 30 septembre de l'année en cours et visent généralement l'acquisition de compétences de métiers peu ou semi-spécialisés.
La FPT s'adresse aux personnes n'ayant pas atteint les exigences de l'enseignement primaire en langue d'enseignement et en mathématique à la fin du premier cycle du secondaire. Elle est constituée de trois années de classe et de stages en milieu de travail et peut mener vers le marché du travail ou la FMS. L'achèvement de cette formation mène à un certificat de formation préparatoire au travail (CFPT) décerné par le ministère de l'Éducation. Les élèves non autonomes ou ayant manqué beaucoup de stages doivent recommencer une année. Les élèves ayant atteint l'âge maximum pour être admis au programme, soit 21 ans au 30 septembre de l'année en cours, peuvent bénéficier d'une année dérogatoire afin de répéter leur 3e année de FPT, mais ne peuvent bénéficier de cette dérogation s'ils n'ont jamais entamé cette année.
La FMS s'adresse aux personnes ayant atteint les exigences de l'enseignement primaire en langue d'enseignement et en mathématique à la fin du premier cycle du secondaire sans toutefois atteindre les exigences du premier cycle du secondaire dans ces mêmes matières. Elle est constituée d'au moins une année de classe et de stages en milieu de travail et peut mener vers le marché du travail, certaines formations professionnelles ou le deuxième cycle du secondaire. L'achèvement de cette formation mène à un certificat de formation à un métier semi-spécialisé avec mention du métier (CFMS) décerné par le ministère de l'Éducation.

#### Formation professionnelle
La formation professionnelle est constituée de programmes permettant l'acquisition de compétences et de savoirs liés à l'apprentissage d'un métier. Celle-ci permet généralement un accès au marché du travail plus direct que via le parcours éducatif général, et ce, sans avoir terminé nécessairement ses études secondaires. Effectivement, les étudiants peuvent accéder à certains programmes de formation professionnelle à partir de l'âge de 16 ans ou en ayant complété que leur 3e ou 4e secondaire. Plusieurs écoles secondaires et centres de formation professionnelle offrent ces formations qui peuvent mener à l'obtention d'un diplôme d'études professionnelles (DEP) délivré par le ministère de l'Éducation.
Il est également possible pour les étudiants qui veulent parfaire leurs compétences et savoirs dans un domaine dans lequel ils ont obtenu un DEP d'entreprendre une formation de spécialisation professionnelle. Ces formations permettent de se spécialiser dans un domaine en particulier et nécessitent souvent des compétences d'un DEP connexe. Elles peuvent mener à l'obtention d'une attestation de spécialisation professionnelle (ASP) délivrée par le ministère de l'Éducation.
Des formations plus allégées existent également, telles que celles pouvant mener à l'obtention d'une attestation d'études professionnelles (AEP). Celles-ci sont généralement constituées de parties de l'enseignement dispensé dans un DEP et permettent un accès au marché du travail généralement rapide. Ces programmes sont conçus par les commissions scolaires et les centres de services scolaires et les attestations délivrées par les mêmes entités.

## Enseignement collégial
Les étudiants qui entreprennent des études postsecondaires se dirigent habituellement vers un établissement d'enseignement collégial où ils pourront faire un programme de deux ou trois années d'études permettant l'obtention d'un diplôme d'études collégiales (DEC). Les programmes menant au DEC sont divisés en deux grandes catégories : les programmes préuniversitaires d'une durée de deux ans et les programmes techniques d'une durée de trois ans. Des formations plus courtes et allégées existent également, telles que les attestations d'études collégiales (AEC).
Les étudiants qui fréquentent les établissements de niveau collégial sont âgés (au 30 septembre) de 17 à 19 ans pour les programmes préuniversitaires ou de 17 à 20 ans pour les programmes techniques s'ils ont suivi le cursus éducatif régulier sans interruption et s'ils n'ont pas doublé une année du primaire ou du secondaire.
L'enseignement de niveau collégial est dispensé par un réseau public constitué des collèges d'enseignement général et professionnel (normalement appelés « cégeps ») et un réseau privé constitué de collèges indépendants.

### Diplôme d'études collégiales
Les études menant au diplôme d'études collégiales (DEC) sont constituées de cours faisant partie d'un tronc commun et de cours de formation spécifique liés au programme d'études suivi. La réussite des cours du tronc commun est obligatoire pour tout étudiant qui aspire à l'obtention d'un DEC préuniversitaire ou technique.
Ce tronc commun est composé de quatre cours de littérature, de trois cours de philosophie, de deux cours d'anglais, de trois cours d'éducation physique et de deux cours au choix parmi des domaines d'études variés et non nécessairement liés à ceux du programme suivi (sciences humaines, science et technologie, langues, mathématique et informatique, art et esthétique, problématiques contemporaines). Après avoir complété trois cours de littérature sur quatre, l'étudiant doit passer une épreuve uniforme de français afin d'obtenir son DEC.
Le tronc commun de formation générale vise essentiellement à exercer et développer des compétences en matière de rédaction et de communication en langue maternelle et langue seconde, la capacité de réflexion, d'argumentation et de sens critique, la conscience de soi et des autres ainsi que de saines habitudes de vie. Il contribue aussi l'évolution de la personne et permet la transmission d'un fonds culturel commun,,.

#### Formation préuniversitaire
Les programmes d'études préuniversitaires sont habituellement d'une durée de deux ans et préparent l'étudiant à son entrée à l'université à l'aide de cours d'apprentissage général. Plusieurs programmes sont offerts, entre autres :
- Arts, lettres et communication ;
- Arts visuels ;
- Sciences humaines ;
- Histoire et civilisation ;
- Sciences de la nature ;
- Double DEC ;
- Baccalauréat international ;
- Sciences, lettres et arts

#### Formation technique
Les programmes d'études techniques sont habituellement d'une durée de trois ans et permettent à l'étudiant d'acquérir des connaissances plus spécifiques et pratiques concernant un métier ou une technique. Des stages doivent souvent être effectués dans le cadre de la formation afin de pouvoir compléter le programme. À la fin de cette formation, l'étudiant peut décider d'entrer directement sur le marché du travail ou de continuer ses études à l'université.

### Attestation d'études collégiales
Les cégeps sont nombreux à offrir des formations courtes pouvant mener à l'obtention d'une attestation d'études collégiales (AEC). Ces programmes, généralement constitués d'une section de la formation incluse dans le cadre d'un programme technique menant au DEC, sont conçus par les établissements d'enseignement. Ce sont eux également qui déterminent les compétences à atteindre, les cours à suivre, les règles de sanction des études et qui délivrent le diplôme, contrairement au DEC qui est délivré par le ministère de l'Enseignement supérieur. Les programmes pouvant mener à une AEC sont dépourvus des cours généraux faisant partie du tronc commun de la formation menant au DEC.

### Autres types de formation
D'autres types de formation existent également et sont généralement de plus courte durée que les programmes de formation préuniversitaire ou technique. Ces formations visent notamment l'obtention de préalables pour être admis dans un programme collégial en début de parcours ou universitaire en fin de parcours ou encore la formation spécifique visant des milieux de travail ou des entreprises en particulier. L'une d'entre elles est le Tremplin DEC où il est habituellement possible pour les nouveaux étudiants de s'initier aux études et domaines d'études collégiaux ou encore de compléter des cours afin d'être admissible à un autre programme.

## Enseignement universitaire
Normalement, les élèves commencent l'université à 20 ans (âge au 30 septembre). Le parcours typique des étudiants québécois qui poursuivent des études universitaires implique qu'ils ont complété, au minimum, 13 années d'études : six années d'études primaires, cinq années d'études secondaires et deux années d'études collégiales.
Cela correspond à une année de plus que dans les autres provinces canadiennes. Ainsi, les étudiants de l'extérieur du Québec doivent faire une année supplémentaire avant de débuter leurs études universitaires. Toutefois, ils ont une année de moins au premier cycle universitaire et complètent donc le même nombre d'années pour l'obtention d'un baccalauréat ou d'un certificat. Autrement, le déroulement des études universitaires ressemble généralement à ce qui est la norme ailleurs en Amérique du Nord.
Les études universitaires, qui sont subventionnées par le gouvernement du Québec, sont reconnues pour leur coût relativement peu élevé comparativement aux autres établissements d'Amérique du Nord. Elles sont cependant beaucoup plus coûteuses si l'on compare avec certains pays d'Europe, tels la France ou les pays scandinaves. Avec ses quatre universités, Montréal est la ville d'importance qui possède le plus haut pourcentage d'étudiants en Amérique du Nord[réf. nécessaire].
Le gouvernement du Québec institue l'Université du Québec en 1968, un réseau d'universités publiques autonomes qui sont situées dans plusieurs villes de la province.
Certaines universités offrent des programmes en régime coopératif. Ce type de régime consiste à insérer des stages rémunérés à l'intérieur du programme universitaire suivi, augmentant ainsi sa durée normale tout en permettant aux étudiants d'acquérir une expérience du marché du travail dans leurs domaines respectifs.
Les études universitaires sont divisées en trois cycles distincts.

### Premier cycle
Il existe plusieurs types d'études de premier cycle universitaire : le certificat (30 crédits), la mineure (30 crédits), la majeure (60 crédits), le baccalauréat (90 ou 120 crédits) et le doctorat professionnel (plus de 150 crédits).

#### Certificat
Le certificat est un programme qui vise à explorer les bases d'une discipline (on parle alors d'un certificat général) ou encore à se spécialiser autour d'une problématique disciplinaire ou interdisciplinaire (on peut alors parler de certificat professionnel). Il est d'une durée d'un an à 2 ans et demi et comprend 30 crédits.
Plusieurs certificats peuvent être jumelés à d'autres programmes ou constituer la première partie d'un programme de baccalauréat. Certaines institutions acceptent qu'un étudiant ayant complété trois certificats soit reconnu comme ayant complété un « baccalauréat par cumul de certificats »,,.

#### Mineure et majeure
Ce sont deux types de diplômes qui peuvent être combinés afin de former l'équivalent d'un bac. Il faut trois mineures ou une mineure et une majeure pour obtenir un baccalauréat. Généralement, une mineure représente 30 crédits et une majeure, 60. La mineure et la majeure permettent à l'étudiant d'avoir un bac plus personnalisé et plus diversifié.

#### Baccalauréat
Le programme de premier cycle le plus commun est le baccalauréat. Inspiré de la tradition d'éducation anglo-saxonne, le baccalauréat québécois est d'une durée générale de 3 ans. Il comprend généralement 90 crédits. Cependant, de plus en plus de baccalauréats s'effectuent en 4 ans (120 crédits), notamment en génie et en éducation.

#### Doctorat de premier cycle
Le doctorat de premier cycle est d'une durée de 4 à 5 ans et contient plus de 150 crédits. Il existe dans les programmes menant à certaines professions médicales où la réussite d'un doctorat est nécessaire : doctorat en médecine (minimum 200 crédits), médecine dentaire (182 crédits), pharmacie (164 crédits), médecine vétérinaire (195 crédits) et optométrie (157 crédits).

### Deuxième cycle
La majorité des institutions universitaires québécoises offrent trois types de programmes au deuxième cycle : la maîtrise, le diplôme d'études supérieures spécialisées (DESS) et le microprogramme (ou programme court) de 2e cycle.
La maîtrise est le programme le plus courant. Il s'agit généralement d'une formation de deux ans qui est axée soit sur des compétences de recherche, soit sur des compétences professionnelles. Il comprend généralement 45 crédits. Les maîtrises de recherche constituent une initiation à la recherche universitaire qui peut se conclure par la rédaction d'un mémoire de maîtrise. Dans certains cas, les étudiants à la maîtrise peuvent publier des articles dans des revues ou publications scientifiques. Les maîtrises à orientation professionnelle permettent généralement aux étudiants de suivre plusieurs cours ou séminaires, suivi, en remplacement du mémoire, d'un stage en milieu professionnel.
Le diplôme d'études supérieures spécialisées (DESS) est un programme plus court que la maîtrise. Il comprend généralement 30 crédits et est prévu pour être complété en un an. Il est souvent axé sur des compétences professionnelles.
Le microprogramme, ou programme court, de 2e cycle consiste d'environ 15 crédits de cours magistraux. Ces crédits peuvent souvent être appliqué à un programme de maîtrise.

### Troisième cycle
Les programmes de troisième cycle universitaire sont d'une durée variable et mènent à l'obtention d'un doctorat. Les étudiants au troisième cycle universitaire, les doctorants, sont des chercheurs. Ils publient des articles et rédigent une thèse de doctorat.
Quelques universités offrent également des doctorats professionnels en psychologie (D. Ps.) ainsi qu'en administration.

#### Post-doctorat
Après des études doctorales, les chercheurs peuvent poursuivre leurs recherches en entamant un post-doctorat.

## Langue d'enseignement
Au Québec, il existe un réseau scolaire francophone et un réseau scolaire anglophone. La langue d'enseignement demeure une question litigieuse. En vertu de la Charte de la langue française, adoptée en 1977, les étudiants doivent fréquenter l’école francophone. Toutefois, les élèves qui répondent à l’un des critères suivants peuvent fréquenter l’école anglophone :
- les enfants dont un des parents a fait la majorité de ses études primaires en anglais au Canada[47] ;
- les enfants dont un des parents est citoyen canadien et qui fait ou a fait la majeure partie de ses études primaires ou secondaires en anglais au Canada, de même que leurs frères et sœurs[47].

Cette restriction ne s'applique pas à l'enseignement postsecondaire ni aux écoles qui ne reçoivent pas de subventions de l'État. L'enseignement au Québec se donne en plusieurs langues (français, anglais et langues autochtones). Lors de l'année scolaire 2005-2006, le français était la langue d'enseignement d'environ 85,9 % des étudiants, l'anglais, de 13,6 %, l'enseignement bilingue (anglais-français), de 0,3 %, et l'enseignement en diverses langues autochtones, de 0,1 %.

## Financement et frais
Le financement et les coûts associés à l'éducation varient selon le niveau d'enseignement.
Au niveau primaire et secondaire, le réseau public est financé par le gouvernement du Québec et, outre le matériel scolaire (papeterie, cahiers d'exercices, manuels...), la fréquentation est gratuite. Il existe toutefois des écoles privées. Certaines ne reçoivent aucune subvention publique, d'autres reçoivent une subvention équivalant à 60 % de ce qu'une école publique reçoit. Les frais exigés des étudiants varient selon l'établissement privé.
Au niveau collégial, l'éducation est aussi quasi gratuite pour les étudiants à temps plein au réseau public. Les établissements publics exigent des frais de l'ordre de 200 à 300 dollars canadiens par année[réf. nécessaire]. Les étudiants à temps partiel doivent payer des droits de scolarité, de même que ceux qui fréquentent des collèges privés.
Au niveau universitaire, les établissements sont financés en partie par le gouvernement, en partie par des droits de scolarité. Les droits de scolarité au Québec sont parmi les plus faibles en Amérique du Nord. Ceux-ci sont d'environ 3 000 $ par année[réf. nécessaire].
Les étudiants canadiens ont la possibilité de compléter des études collégiales et/ou universitaires entièrement subventionnées par les Forces armées canadiennes, moyennant quelques années de service militaire.

### Prêts et bourses
Afin de faciliter l'accès aux études postsecondaires (collégiales et universitaires), le gouvernement du Québec a créé un programme d'aide financière aux études (appelé « prêts et bourses ») pour les étudiants québécois. Selon un calcul tenant compte, entre autres, du revenu annuel de l'étudiant et de ses parents, un certain montant d'argent pourra être donné à l'étudiant sans intérêt. Ce dernier devra rembourser ce montant une fois qu'il ne sera plus considéré comme étudiant à temps plein. Dans certains cas, en plus du prêt, l'étudiant peut bénéficier d'une bourse qu'il n'a pas à rembourser.
En plus de ce système, il existe d'autres organismes permettant aux étudiants de financer leurs études. Parmi ceux-ci, notons le Fonds québécois de la recherche sur la nature et les technologies (FQRNT) et le Conseil de recherches en sciences naturelles et en génie du Canada (CRSNG) qui financent certains étudiants performants.

## Réseau public et privé

### Réseau public
Pour les niveaux d'enseignement préscolaire, primaire et secondaire, le réseau public d'établissements est administré par des centres de services scolaires et des commissions scolaires. Le réseau est constitué de 60 centres de services scolaires (de statut linguistique français), d'un centre de services scolaire à statut particulier (de statut linguistique français et anglais), de neuf commissions scolaires (de statut linguistique anglais) et deux commissions scolaires à statut particulier (de statut linguistique français, anglais et cri ou inuktitut).
Les centres de services scolaires constituent des entités rattachées au ministère de l'Éducation disposant d'un conseil d'administration alors que les commissions scolaires jouissent d'une relative indépendance, dû notamment à un pouvoir décisionnel reposant sur un conseil de commissaires élus.
Le Québec propose des classes d'accueil pour aider l'élève immigrant à s'intégrer dans les classes régulières afin de poursuivre ses études dans de bonnes conditions.
Au niveau collégial, le réseau public est constitué de 48 cégeps présents dans la majorité des centres urbains de grande et moyenne taille du Québec.
Au niveau universitaire, le réseau public est constitué des 10 universités autonomes qui forment le réseau de l'Université du Québec. Il est à noter que les droits de scolarité pour une université publique ou privée au Québec ne diffèrent pas, considérant le fait que tous les établissements sont subventionnés par l'État québécois.

### Réseau privé
Pour chaque niveau d'enseignement (sauf à l'université), il existe un réseau public et un réseau privé (d'intérêt public ou non). Le réseau public est financé par le gouvernement du Québec et une taxe scolaire. La loi sur les établissements d'enseignement privé (qui couvre jusqu'au collégial) permet aux établissements d'enseignement privés d'intérêt public d'être financés largement par le gouvernement du Québec (75% selon le rapport Champoux-Lesage). À l'université, tous les établissements universitaires existent en vertu de lois de l'Assemblée nationale du Québec depuis 1967. Leur financement est largement public mais leur loi constitutive leur accorde une large autonomie.
Un réseau privé coexiste avec le système d'éducation public québécois. Dans ces écoles, qui sont parfois partiellement financées par le ministère, la responsabilité administrative incombe à une autorité locale (conseil d'administration ou autre, selon du type de corporation) qui doit répondre de sa gestion auprès de la Direction de l'enseignement privé du ministère de l'Éducation et de l'Enseignement supérieur et doit appliquer l'intégralité du programme décidé par le ministère, bien que des matières optionnelles puissent y être ajoutées.
Durant l'année scolaire 2005-2006, le réseau privé comportait 264 écoles primaires et secondaires, 60 établissements dispensant l'enseignement collégial et 9 universités.[réf. nécessaire]

## Taux d'admission et taux de diplomation

### Selon le genre
Au Québec, la majeure partie des étudiants inscrits au Cégep et à l’Université sont des femmes. Selon l’institut de la statistique du Québec, 33% des femmes atteignent le niveau universitaire, alors que chez les hommes ce taux est de 21%. On observe la même tendance au collégial soit 21% des étudiants sont des femmes et 17% des hommes. D’après les données recueillies par l’Université de Montréal, en 2016, les hommes ne formaient que 32,3% des personnes inscrites comme étudiants réguliers. On observe la même tendance à l’UQAM, où 37,5% des étudiants sont des hommes, 42,4% à l'université Laval, 41,8% à l'université McGill et 48% à l'université Concordia . Les femmes sont surreprésentées chez les diplômés en 2016, où près de trois Québécoises sur 10 avaient un certificat, un diplôme ou un grade universitaire. En 2008, 62% de tous les diplômés universitaires de premier cycle sont des femmes. Au niveau collégial, on remarque la même tendance: en 2007 elles représentaient 56% des effectifs collégiaux et 59% des diplômés. En sciences humaines, l’écart est encore plus important, les femmes constituant 57% des effectifs et 62% des diplômés.

#### Selon l'origine culturelle
Au Québec, plusieurs législations ont été mises en place, dont la Charte de la langue française pour permettre de conserver le français, la loi 21 (la règle sur la laïcité). Cet article sera divisé en trois parties, la première sera sur les taux d'admission et l'autre sur les taux de diplomation des personnes de différentes ethnies dans les cégeps et universités du Québec.
Selon un diagnostic réalisé par l’Université de Montréal (2020), « les étudiants canadiens issus de la diversité sont sous-représentés, qu’ils soient immigrants (22,7 %), minorités visibles de première génération (17,6 %) ou allophones de toutes générations (16,9 %). Il y a une surreprésentation des résidents permanents (10 %) et une présence significative des étudiants internationaux (10,7 %), notamment aux cycles supérieurs. » Les individus venant de différents groupes culturels sont sous-représentés dans les universités québécoises. Les requêtes provenant des États-Unis sont en augmentation au Québec dû à « l’impact Trump », selon un article paru par TVA Nouvelles. «L’Université Laval faisait statut d’une hausse de 17% d’inscriptions provenant d’étudiants américains en 2017».
Le taux de scolarisation est plus élevé chez les personnes immigrantes. « Une proportion de 11,3 % des immigrants de 25 à 64 ans étaient titulaires d’une maîtrise ou d’un doctorat comparativement à 5,0 % de la population née au Canada. Les immigrants récents étaient encore plus susceptibles d’être titulaires d’une maîtrise ou d’un doctorat, 16,7 % d’entre eux étant titulaires d’un tel diplôme d’études supérieures en 2016. » 
|                          | Maîtrise ou doctorat acquis | Baccalauréat ou grade supérieur |
| ------------------------ | --------------------------- | ------------------------------- |
| Population née au Canada | 5,0                         | 24,0                            |
| Total des immigrants     | 11,3                        | 39,5                            |
| Immigrants récents¹      | 16,7                        | 52,1                            |